# Polycarpaea eriantha
Polycarpaea eriantha är en nejlikväxtart som beskrevs av Ferdinand von Hochstetter och Achille Richard. Polycarpaea eriantha ingår i släktet Polycarpaea och familjen nejlikväxter. Utöver nominatformen finns också underarten P. e. effusa.